# Leucospis pulchriceps
Leucospis pulchriceps är en stekelart som beskrevs av Cameron 1909. Leucospis pulchriceps ingår i släktet Leucospis och familjen Leucospidae. Inga underarter finns listade i Catalogue of Life.